# Supercoppa russa (pallavolo maschile)
La Supercoppa russa è una competizione pallavolistica per squadre di club russe maschili, organizzata con cadenza annuale dalla VFV.

## Edizioni
| Edizione      | Edizione          | Podio        | Podio     | Podio                 |
| Anno          | Sede della finale | Campione     | Risultato | Finalista             |
| ------------- | ----------------- | ------------ | --------- | --------------------- |
| 2008 Dettagli | Mosca             | Dinamo Mosca | 3 - 0     | Zenit-Kazan           |
| 2009 Dettagli | Kazan'            | Dinamo Mosca | 3 - 1     | Zenit-Kazan           |
| 2010 Dettagli | Kazan'            | Zenit-Kazan  | 3 - 0     | Lokomotiv-Belogor'e   |
| 2011 Dettagli | Novosibirsk       | Zenit-Kazan  | 3 - 0     | Lokomotiv Novosibirsk |
| 2012 Dettagli | Kazan'            | Zenit-Kazan  | 3 - 2     | Lokomotiv Novosibirsk |
| 2013 Dettagli | Belgorod          | Belogor'e    | 3 - 2     | Zenit-Kazan           |
| 2014 Dettagli | Kazan'            | Belogor'e    | 3 - 1     | Zenit-Kazan           |
| 2015 Dettagli | Kazan'            | Zenit-Kazan  | 3 - 0     | Belogor'e             |
| 2016 Dettagli | Kazan'            | Zenit-Kazan  | 3 - 0     | Dinamo Mosca          |
| 2017 Dettagli | Kazan'            | Zenit-Kazan  | 3 - 0     | Dinamo Mosca          |
| 2018 Dettagli | Kazan'            | Zenit-Kazan  | 3 - 1     | Zenit San Pietroburgo |
| 2019 Dettagli | Kemerovo          | Kuzbass      | 3 - 1     | Zenit-Kazan           |
| 2020 Dettagli | Novosibirsk       | Zenit-Kazan  | 3 - 2     | Lokomotiv Novosibirsk |
| 2021 Dettagli | Mosca             | Dinamo Mosca | 3 - 1     | Zenit San Pietroburgo |
| 2022 Dettagli | Mosca             | Dinamo Mosca | 3 - 2     | Zenit-Kazan           |
| 2023 Dettagli | Kazan'            | Zenit-Kazan  | 3 - 0     | Dinamo Mosca          |
| 2024 Dettagli | Kazan'            | Zenit-Kazan  | 3 - 0     | Dinamo Mosca          |

## Palmarès
| Squadra      | Titolo | Edizione                                                   |
| ------------ | ------ | ---------------------------------------------------------- |
| Zenit-Kazan  | 10     | 2010, 2011, 2012, 2015, 2016, 2017, 2018, 2020, 2023, 2024 |
| Dinamo Mosca | 4      | 2008, 2009, 2021, 2022                                     |
| Belogor'e    | 2      | 2013, 2014                                                 |
| Kuzbass      | 1      | 2019                                                       |